# تاريخ أمريكا الجنوبية

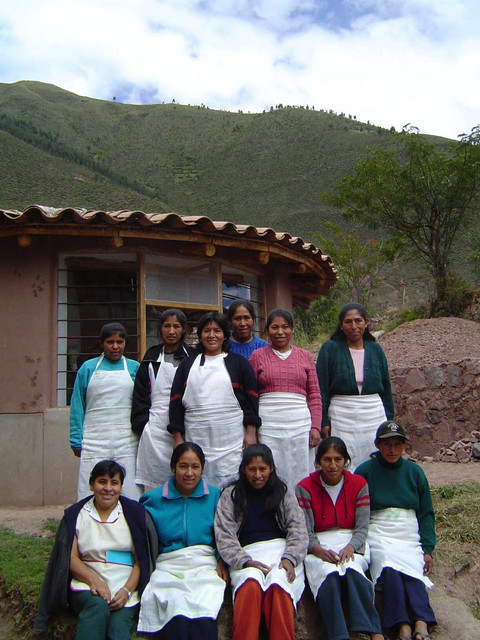
الشعوب الأصلية في الأمريكتين

يطلق على السكان الأوائل للقارتين الأمريكتين الهنود الأمريكيون. وكانت أقصى درجة وصلت حضارتهم كانت في بيرو على الساحل الغربي لأمريكا الجنوبية. وهذه الحضارات لم تعرف المحراث أو العجلة أو دولاب الفخار أو الحديد أو العملة كما كان معروفا في حضارات العالم القديم وقتها. سكان أمريكا الجنوبية وأمريكا الوسطى جاءوا من من جزر جنوب شرق آسيا حيث عبروا بقواربهم المصنوعة من جذوع الأشجار أو الجلد المحيط الهادي. وكانوا من جنس الإنسان العاقل والماهر. وكان سكان أمريكا الشمالية قد نزحوا من شمال شرق آسيا. وقد حملوا جميعا أدواتهم وأسلحتهم الحجرية. وصنع الإنسان الأول بالأمريكتين منذ 11000 سنة آلاته من عظام البقر والجاموس الوحشي والأحجار التي كان يكسر بها العظام، . وكانت الزراعة قد ظهرت سنة 1200 ق م في المرتفعات بالمكسيك وفي سنة 3000ق م في شمال بيرو. وكانت تتمركز في وديان هذه المناطق لخصوبة الأرض وسهولة الري والطقس ملائم لها. وتوجد الغابات الاستوائية بشمال جواتيمالا والمكسيك. لهذا قامت هناك حضارة المايا. والحضارة هناك معقدة للغاية حيث تعددت المؤسسات العسكرية والمدن الحضرية وتنوعت التصميمات المعمارية والعقائد والطقوس الدينية. وتوسعت التجارة.
وكان ينسج القطن والصوف ويصنع الفخار ويمارس التعدين. كما كانوا يصنعون المشغولات المعدنية من الذهب والفضة والبرونز والنحاس. واهتمت هذه الحضارات بالفلك والتقويم (المايا) والحساب والكتابة. وكان شعوب هذه الحضارات يزرعون الذرة والبطاطس والفاصوليا والطماطم. وفي أمريكا الوسطي قامت حضارة المكسيك وهي الحضارة الوحيدة في الأمريكتين المسجلة كتابة فوق أوراق من النباتات المحلية ومن بينها لفائف تابا. وأول من دون كتابة هناك التولتك والزابوتك والآزتك وكانا للمايا لغتهم. وكان للأوزتك تقويمهم. وكان تقويما دينيا وفلكيا. و يتكون من السنة المقدسة والسنة المدنية. و السنة المقدسة تتكون من 200 يوم. والسنة المدنية مكونة من 360 بوم. لأنها مرتبطة بالسنة الشمسية، وكان بضم بعدها 5 أيام لكل ستة مدنية. و هذه الأيام الخمسة تخصص للأغراض الدينية.
وكلا السنتين كانتا مقسمتان لشهور وأسابيع. وكان الشهر 20 يوما والإسبوع 13 يوما. وكان تقويم المايا مرتبط بالزراعة. ويعتمد على الملاحظات الفلكية. وكان يصحح مرة كل 52 سنة. وفي سنة 800 ق م بنى الأولمك الهرم الأكبر حوله الأفنية. كما بنوا أهرامات صغيرة تقع على محور الشمال والجنوب (نفس المحور التي كانت تقع عليه الأهرامات الفرعونية).

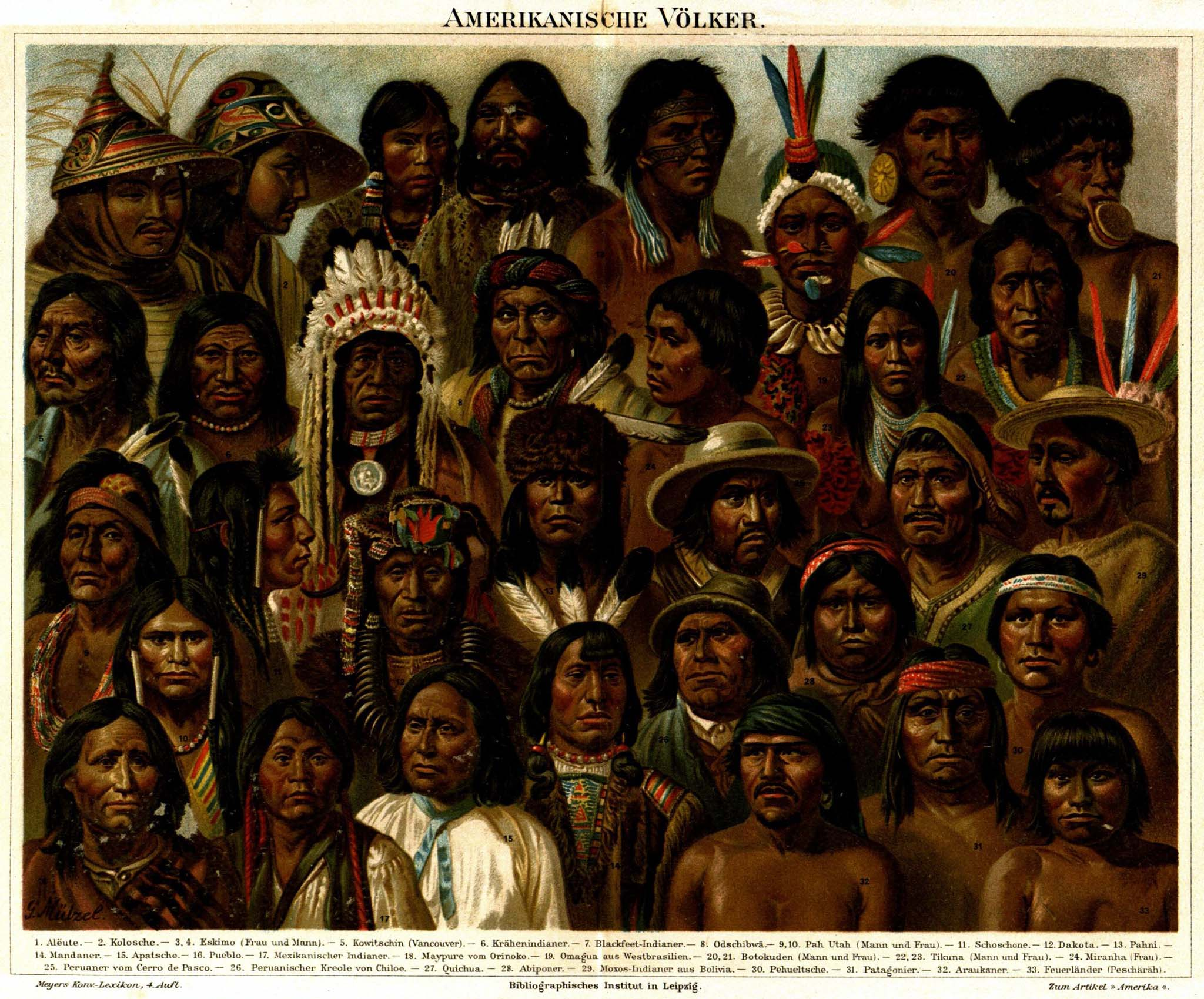
صورة لمجموعات عرقية مختلفة من الأمريكتين، في بداية القرن 20.

وكانت قمم الأهرامات تتوج بالمعابد سواء في كوبان أو تيكال أو يوكاتان أو باليثك. وهذه كلها مدن ومراكز دينية هامة. وهذه المواقع لم تكن محصنة أو محمية. لأن البلاد كانت تعيش في سلام. وكان حولها الأفنية ليعيش فيها الكهنة وكبار رجال المدينة. ولم تكن المدن والقرى -ولاسيما لدى المايا- مخططة. لكن كان يتوسطها أبنية مركزية حولها المعابد وبيوت الكهنة وكبار رجال الدولة. وكانت من الحجارة ومزينة بالزخارف. وكان حولها بيوت الفلاحين من الخشب فوقها قطع من الشقف. وكان البيت ينكون من حجرة خلفية للنوم وحجرة أمامية للمعيشة بها باب مفتوح في واجهة البيت ومزينة بالرسوم. وكانت المعابد تبنى على شكل مخروطي ناقص (مقطوع الرأس). وكان الرجال معظمهم حليقي الذقن يلبسون شعرا مستعارا من الريش. ويستعملون العطور القوية. وكانوا ينقشون على الأحجار الكريمة كالزمرد والخشب. وكان المايا يطبعون الألوان على القماش بقوالب من الطين. وكانت مشغولاتهم المعدنية من الذهب والفضة والبرونز. وكانت الذرة الغذاء المفضل
عدد دول الإمريكتان 47 كبرا الدول هي الولايات المتحدة الأمريكية وكندا و البرازيل والأرجنتين والمكسيك وتعد الامريكتان تاني أكبر قارة بعد الاسيوية وقبل الأفريقية
تاريخ أمريكا الجنوبية
ما قبل التاريخ
خلال حقبة الحياة القديمة وفي وقت مبكر من حقبة الحياة الوسطى، اتصلت أمريكا الجنوبية بإفريقيا بمساحة من اليابسة تُسمى غندوانا، كجزء من بانجيا القارة العظمى. في المرحلة الألبية، أي منذ نحو 110 مليون سنة، بدأت أمريكا الجنوبية وإفريقيا بالتباعد على طول أعراف منتصف الأطلسي مما أدى إلى ارتفاع مساحة من القارة القطبية الجنوبية وأمريكا الجنوبية. خلال الفترة المتأخرة من   العصر الإيوسيني منذ نحو 35 مليون سنة، انفصلت القارة القطبية الجنوبية عن أمريكا الجنوبية وأصبحت الأخيرة جزيرة ضخمة تتميز بغناها البيولوجي. خلال نحو 20 مليون عامًا تقريبًا، عُزل التنوع البيولوجي لأمريكا الجنوبية عن بقية العالم، مما أدى إلى تطور الأنواع داخل القارة. أدى الحدث الذي تسبب بانقراض العصر الطباشيري- الباليوجيني منذ نحو 66 مليون سنة، إلى ارتفاع المناطق البيئية من الغابات المطيرة في الإقليم المداري الجديد مثل الأمازون، لتحل محل تكوين الأنواع وهيكل الغابات المحلية. خلال ما يقارب 6 ملايين سنة من الانتعاش إلى مستويات سابقة من التنوع النباتي، تطورت الغابات واسعة المساحة التي تسيطر عليها النباتات عارية البذور إلى غابات الظلة التي تحجب ضوء الشمس وكاسيات البذور السائدة والنباتات الشاقولية المرتفعة كما هو معروف اليوم.
خلال مليون سنة مضت أي منذ الوقت المتأخر من العصر الميوسيني، ارتبطت أمريكا الجنوبية بقارة أمريكا الشمالية عبر كتلة بنما التي أغلقت حوض البوليفار البحري، مما أدى إلى التبادل الأمريكي العظيم الذي جرى من خلاله تبادل الكائنات الحية بين كلا القارتين. كانت البليوميتاناستيس هي الأنواع الأولى التي اكتُشفت والتي بدأت الهجرة الشمالية، وهي عبارة عن أحفوريات متحجرة لكسلان الأرض الذي كان بحجم الدب الأسود المعاصر. كان هناك عدة هجرات إلى نصف الكرة الجنوبي من قبل الثدييات آكلة اللحوم في أمريكا الشمالية، بينما هاجر عدد أقل من الأنواع في الاتجاه المعاكس من الجنوب إلى الشمال. كانت نتيجة دخول حيوانات أمريكا الشمالية، انقراض مئات الأنواع في أمريكا الجنوبية خلال وقت قصير نسبيًا، وتطور نحو 60% من ثدييات أمريكا الجنوبية الحالية من الأنواع التي جاءت من أمريكا الشمالية. مع ذلك، كانت بعض الأنواع قادرة على التكييف والانتشار في أمريكا الشمالية. بصرف النظر عن البليوميتاناستيس، وخلال مرحلة ايرفينغتونيان من مراحل الثدييات الأرضية، أي نحو 1.9 مليون سنة، اتبعت أنواع مثل البامباثيريوم والمدرع العملاق والبهضم كسلان الأرض وآكل النمل الكبير وخنزير الماء والميزونيكس والأبوسوم الأمريكي الضخم والميكسوتوكسودون، الطريق إلى الشمال. كانت التيتانيس وهي من طيور الرعب هي الأنواع الوحيدة التي اكتُشفت في أمريكا الجنوبية والتي هاجرت باتجاه أمريكا الشمالية.

علم اتحاد دول أمريكا الجنوبية

## العصر ما قبل الكولومبي

### أقدم السكان
يُعتقد أن الأمريكتين كانت مأهولة أولاً بأشخاص من شرق آسيا، الذين عبروا جسر بيرنجيا البري إلى ألاسكا الحالية؛ يتم فصل الأرض والقارات عن طريق مضيق بيرنغ. على مدى آلاف السنين، انتشرت ثلاث موجات من المهاجرين إلى جميع أنحاء الأمريكتين.

### الزراعة وتدجين الحيوانات

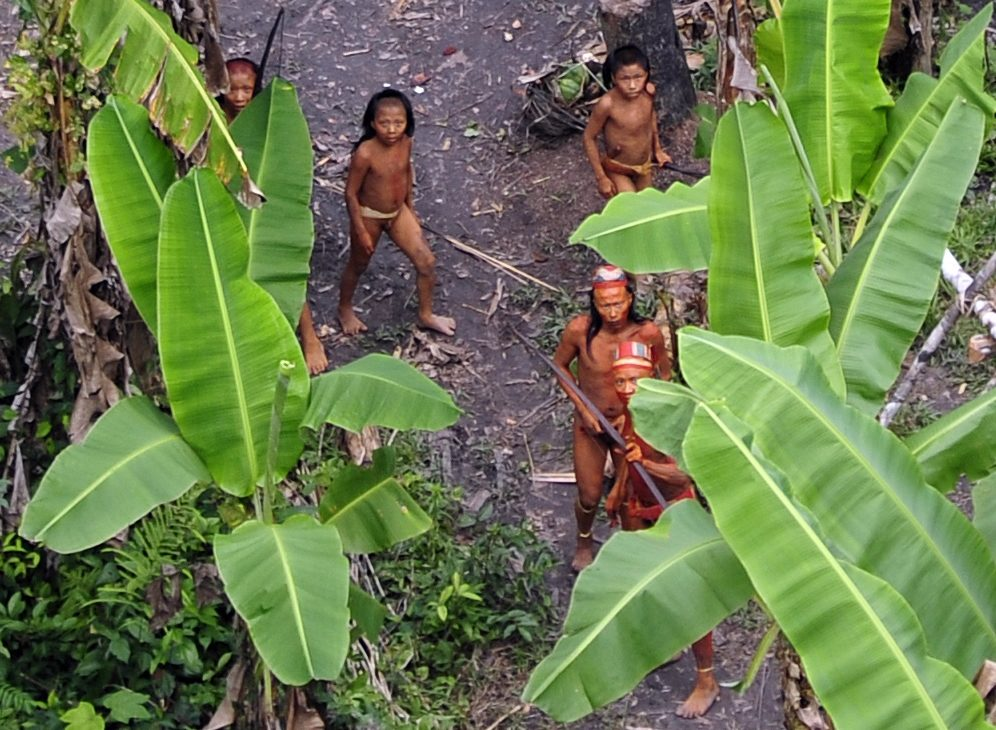
التقى أفراد من قبيلة منعزلة في ولاية أكري البرازيلية في عام 2009

يسود الاعتقاد بأن أول من سكن الأمريكيتين هم أشخاص من شرق آسيا عبروا جسر يابسة بيرنجيا إلى ما يُعرف اليوم بآلاسكا، وقد انفصلت اليابسة وانقسمت القارات بفعل مضيق بيرنغ. على مدار آلاف السنين، انتشرت ثلاث موجات من الهجرة إلى جميع أنحاء الأمريكيتين. أظهرت الأدلة الوراثية واللغوية أن الموجة الأخيرة من الشعوب المهاجرة قد استقرت عبر الطبقة الشمالية ولم تصل إلى أمريكا الجنوبية.
يعود الدليل الأول على وجود الممارسات الزراعية في أمريكا الجنوبية إلى نحو 6500 قبل الميلاد، عندما زراعة البطاطس والفلفل الحار والفاصوليا من أجل الطعام في حوض الأمازون. تشير الأدلة الفخارية إلى أن البفرة، التي ظلت غذاء أساسيًا، قد زُرعت في وقت مبكر من عام 2000 قبل الميلاد.
بدأت ثقافات أمريكا الجنوبية بتدجين اللاما الأهلية والألبكة في مرتفعات جبال لأنديز نحو 3500 قبل الميلاد. استُخدمت هذه الحيوانات من أجل لحومها وبغرض التنقل، وقد قُص فراؤها لاستخدامه في صنع الملابس. دُجنت خنازير غينيا أيضًا للاعتماد عليها كمصدر للغذاء في ذلك الوقت.
بحلول عام 2000 قبل الميلاد، تطورت العديد من مجتمعات القرى الزراعية في جميع أنحاء جبال الأنديز والمناطق المحيطة بها. تحول الصيد إلى ممارسة منتشرة على طول الساحل، ليصبح المصدر الرئيسي للغذاء في هذه المجتمعات. طُورت أنظمة الري في ذلك الوقت أيضًا، مما ساعد في صعود المجتمعات الزراعية. شملت المحاصيل الزراعية الكينوا والذرة وفاصولياء الليما والفاصولياء العادية والفول السوداني والبفرة والبطاطس الحلوة والبطاطس والأقصليس الدرني والقرع. زُرع القطن أيضًا وكان مهمًا بشكل خاص لكونه محصول القماش الوحيد.
يُعد موقع هواكا بريتا الذي يعود تأريخه إلى 4700 قبل الميلاد، من بين أقدم المستوطنات الدائمة وهو يقع على ساحل البيرو، وهناك حضارة فالديفيا في الأكوادور والتي تعود لنحو 3500 قبل الميلاد. شكلت مجموعات أخرى مستوطنات دائمة أيضًا، من بينها المويسكا والتاريرونا التي تقع في ما يُعرف اليوم بكولومبيا. شكلت شعوب الكناري في الأكوادور والكيتشوا في البيرو وأيمارا في بوليفيا، أهم ثلاثة شعوب أصلية طورت مجتمعات الزراعة المستقرة في أمريكا الجنوبية.
ربما كان هنالك اتصال مع شعب بولنيزيا في الألفي سنة الأخيرة، الذي أبحر من القارة وإليها عبر المحيط الهادئ الجنوبي. انتشرت البطاطس الحلوة التي نشأت في أمريكا الجنوبية عبر مناطق المحيط الهادئ. لا يوجد إرث وراثي ناتج عن هذا الاتصال البشري.

### النشاط البشري
تأتي الأدلة الأثرية الأولى من المستوطنة البشرية من مونتي فيردي (ربما في وقت مبكر في 16500 قبل الميلاد). استنادًا إلى الأدلة الأثرية التي نتجت عن حفريات أُجريت في كافيرنا دا بيردا بينتادا، استقر السكان من البشر لأول مرة في منطقة الأمازون قبل 11200 عام على الأقل.
ساد اعتقاد لفترة طويلة من الزمن، بأن غابات الأمازون المطيرة كانت مسكونة من قبل عدد قليل جدًا من البشر، نظرًا لأنه من المستحيل أن تحتوي على عدد كبير من السكان بسبب ضعف التربة للزراعة. كانت عالمة الآثار بيتي ميغيرز من المؤيدين البارزين لهذه الفكرة، مثلما أوضحت في كتابها أمازونيا: الإنشان والثقافة في الجنة المزيفة. ادعت أن الكثافة السكانية التي بلغت 0.2 نسمة لكل كيلومتر مربع، هو الحد الأقصى الذي يمكن له أن يستمر في الغابات المطيرة بالاعتماد على الصيد مع الزراعة اللازمة لعدد أكبر من السكان. مع ذلك، اقترحت النتائج الأثرية الأخيرة أن المنطقة كانت في الواقع مكتظة بالسكان. منذ سبعينيات القرن العشرين، جرى اكتشاف العديد من النقوش في الأراضي التي أُزيلت فيها الغابات والتي يعود تاريخها إلى الفترة بين 0- 1250 ميلادي، مما أدى إلى مزاعم حول حضارات عصر ما قبل كولومبوس.

## الاستعمار الأوروبي
قبل وصول الأوروبيين، كان يعيش في أمريكا الجنوبية ما بين 20 إلى 30 مليون شخص.
بين عامي 1452 و1493، مهدت سلسلة من المراسيم البابوية (دام ديورساس، و رومانوس پونتيفکس ، و إنتر كايتيرا) الطريق أمام الاستعمار الأوروبي والبعثات الكاثوليكية في العالم الجديد.

## أحدث رؤساء الدول في أمريكا الجنوبية
- 2010:  ديلما روسيف، البرازيل[14]

## انظر ایضا
- إنكا
- كولومبيا الكبرى
- تاريخ أمريكا اللاتينية
- تاريخ أمريكا الجنوبية العسكري
- كونفدرالية بيرو وبوليفيا
- سيمون بوليفار
- خوسيه دي سان مارتين
- فرانثيسكو بيثارو
- حروب استقلال أمريكا الإسبانية